# Podocarpus coriaceus
Podocarpus coriaceus — вид хвойних рослин родини подокарпових.

## Поширення, екологія
Країни поширення: Домініканська Республіка; Гваделупа; Мартиніка; Монтсеррат; Пуерто-Рико; Сент-Кіттс і Невіс; Сент-Люсія; Тринідад і Тобаго. Росте в рівнинних лісах або лісах на бідних піщаних ґрунтах в Тринідад і Тобаго, і на Підвітряних і Навітряних островах Малих Антильських островів і Пуерто-Рико в лісах на продуваних всіма вітрами гірських хребтах і вершинах від 500 м до 1350 м над рівнем моря. Цей вид не перевищує 10 м у висоту і, як правило, значно нижче, низькорослий.

## Використання
Використання не зафіксовано для цього виду, ймовірно, вирубується на дрова. У Минулому великі дерева до 18 м у висоту, ймовірно, використовувалися для будівництва та теслярства.

## Загрози та охорона
Ніяких конкретних загроз виявлено не було для цього виду. Не відомо, чи вид зустрічається в будь-якій з охоронних територій.